# جعفرک
جعفرک، روستایی از توابع بخش قمصر شهرستان کاشان در استان اصفهان ایران است.

## جمعیت
این روستا در دهستان قهرود قرار دارد و براساس سرشماری مرکز آمار ایران در سال ۱۳۸۵، جمعیت آن زیر سه خانوار بوده‌است.